# Fórmula TT

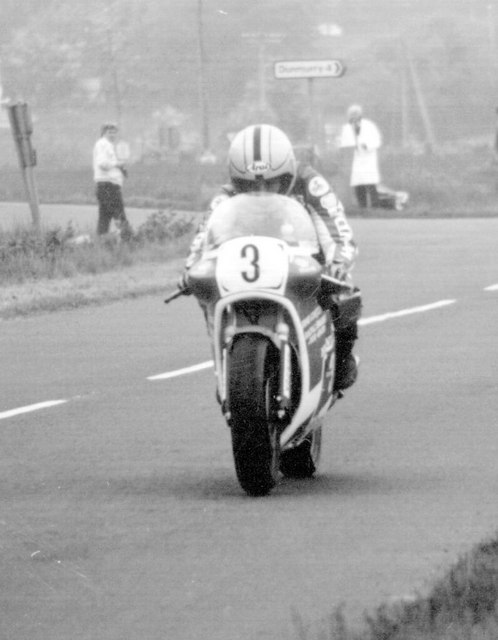
Joey Dunlop, cinco veces campeón de Formula TT, durante la disputa del Gran Premio del Úlster de 1982

La Fórmula TT fue una clase de carreras de motocicletas que se disputó entre 1977 y 1990 y que fue tratada como Campeonato Mundial oficial bajo el paraguas de International Motorcycling Federation. existieron tres categorías según la capacidad del motor, y se dividió en motores de dos tiempos y de cuatro tiempos.

## Historia
Desde 1949 to 1976 la TT Isla de Man formaba parte del Campeonato del Mundo de Motociclismo y fue la carrera del Gran Premio de Gran Bretaña. La carrera se disputó 
El evento fue objeto de críticas crecientes debido a las preocupaciones por la seguridad y a pesar de los esfuerzos de ACU por mantener su estatus de campeonato mundial. Cuando el piloto italiano Gilberto Parlotti murió durante la disputa del TT Isla de Man de 1972, su amigo cercano y el actual campeón mundial Giacomo Agostini, anunció que nunca más volvería a competir en la Isla de Man. Ya antes, muchos otros pilotos se habían unido al boicot hasta que en 1976, tan solo un puñado de pilotos locales participan en la carrera. Poco después de la celebración de la TT de 1976, la  FIM hizo el tan esperado anuncio de que el TT, antes la carrera más prestigiosa en el calendario del Gran Premio, fue despojada de su estatus de prueba del campeonato mundial. En su lugar, tomó el testigo el Gran Premio de Gran Bretaña en 1977 en el Circuito de Silverstone.
Las autoridades de carrera de la Isla de Man TT trabajaron con Auto Cycle Union para establecer una nueva fórmula que incluyeran las carreras en la Isla de Man. Esta serie fue el resultado de esa colaboración.
Los dos primeros años (1977 y 1978) todas las carreras formaban parte de la TT Isla de Man. A partir de 1979 y hasta 1981, se añadió el Gran Premio del Úlster y a partir de 1982, las citas de multiplicaron̠ː 
- 1982 Tres carreras: Tourist Trophy, Isla de Man, Vila Real, Portugal; Gran Premio del Úlster, Dundrod (Irlanda del Norte)[3]
- 1983 Cuatro carreras: Tourist Trophy, Isla de Man; TTF1, Dutch TT - Assen (Países Bajos); Ulster Grand Prix, Dundrod (Irlanda del Norte); and TTF2, Assen (segunda carrera en el mismo circuito)[4]
- 1984 Seis carreras: TTF1-TTF2, Tourist Trophy, Isla de Man; TTF1, Dutch TT - Assen (Países Bajos), TTF1-TTF2, Vila Real (Portugal); TTF1-TTF2, Ulster GP, Dundrod (Irlanda del Norte); TTF2, Brno (Checoslovaquia);TTF1, Zolder (Bélgica),[5]
- 1985 Seis carreras: TTF1-TTF2, Tourist Trophy, Isla de Man; TTF1, Dutch TT - Assen (Países Bajos); TTF1-TTF2, Vila Real (Portugal); TTF1-TTF2, Circuito de Montjuïc (España); TTF1-TTF2, Ulster GP, Dundrod (Irlanda del Norte); TTF1, Hockenheim (Alemania)[6]
- 1986, Ocho carreras: TTF1, Gran Premio de San Marino, Misano (Italia); TTF1, Hockenheim (Alemania); TTF1-TTF2, Tourist Trophy, Isla de Man; TTF1, Dutch TT - Assen (Países Bajos); TTF1-TTF2, Jerez (España); TTF1, Vila Real (Portugal); (TTF1) Imatra (Finlandia); and TTF1-TTF2, Ulster GP, Dundrod (Irlanda del Norte)[7]
- 1987 Siete carreras: Misano (Italia); Hungaroring (Hungría); Tourist Trophy; Isle of Man, Dutch TT - Assen (Países Bajos); Sugo (Japón); Hockenheim (Alemania); and Donington Park (Inglaterra).[8]
- 1988, Ocho carreras: Sugo (Japón); Tourist Trophy, Isla de Man; Dutch TT - Assen (Netherlands); Vila Real (Portugal); Kouvola (Finland); Dundrod (Irlanda del Norte); Pergusa (Italia); and Donington Park (England)[9]
- 1989, Seis carreras: Sugo (Japón); Tourist Trophy, Isla de Man; Dutch TT - Assen (Países Bajos); Vila Real (Portugal); Kouvola (Finland); and Dundrod (Irlanda del Norte).[10]
- 1990, Cinco carreras: Sugo (Japón); Tourist Trophy, Isla de Man; Vila Real (Portugal); Kouvola (Finlandia); and Dundrod (Irlanda del Norte).[11]

En 1988 comenzó el Campeonato Mundial de Superbikes, que resultó ser más popular y comercialmente más exitosa, por lo que se decidió terminar la Fórmula TT a final de la temporada 1990.

## Regulaciones técnicas
La fórmula TT se dividió en tres categorías:
- Fórmula I - Motor de cuatro tiempos de 600 a 1000 cc (reducido a 750 cc desde 1984) y Motor de dos tiempos de 350 a 500 cc
- Fórmula II: cuatro tiempos de 400 a 600 cc y dos tiempos de 250 a 350 cc
- Fórmula III: cuatro tiempos de 200 a 400 cc y dos tiempos de 125 a 250 cc

## Palmarés
| Año  | Formula III          | Formula II                | Formula I                 |
| ---- | -------------------- | ------------------------- | ------------------------- |
| 1977 | John Kidson (Honda)  | Alan Jackson jr. (Honda)  | Phil Read (Honda)         |
| 1978 | Bill Smith (Honda)   | Alan Jackson jr. (Honda)  | Mike Hailwood (Ducati)    |
| 1979 | Barry Smith (Yamaha) | Alan Jackson jr. (Honda)  | Ron Haslam (Honda)        |
| 1980 | Ron Haslam (Honda)   | Charlie Williams (Yamaha) | Graeme Crosby (Suzuki)    |
| 1981 | Barry Smith (Yamaha) | Tony Rutter (Ducati)      | Graeme Crosby (Suzuki)    |
| 1982 |                      | Tony Rutter (Ducati)      | Joey Dunlop (Honda)       |
| 1983 |                      | Tony Rutter (Ducati)      | Joey Dunlop (Honda)       |
| 1984 |                      | Tony Rutter (Ducati)      | Joey Dunlop (Honda)       |
| 1985 |                      | Brian Reid (Yamaha)       | Joey Dunlop (Honda)       |
| 1986 |                      | Brian Reid (Yamaha)       | Joey Dunlop (Honda)       |
| 1987 |                      |                           | Virginio Ferrari (Bimota) |
| 1988 |                      |                           | Carl Fogarty (Honda)      |
| 1989 |                      |                           | Carl Fogarty (Honda)      |
| 1990 |                      |                           | Carl Fogarty (Honda)      |